# Kunčice
Kunčice (en allemand : Kuntschitz) est une commune du district de Hradec Králové, dans la région de Hradec Králové, en République tchèque. Sa population s'élevait à 385 habitants en 2022.

## Géographie
Kunčice se trouve à 3 km au sud de Nechanice, à 14 km à l'ouest de Hradec Králové et à 87 km à l'est-nord-est de Prague.
La commune est limitée par Nechanice au nord, par Hrádek à l'est, par Radostov au sud-est et par Boharyně au sud-ouest.

## Histoire
La première mention écrite de la localité date de 1382.

## Galerie

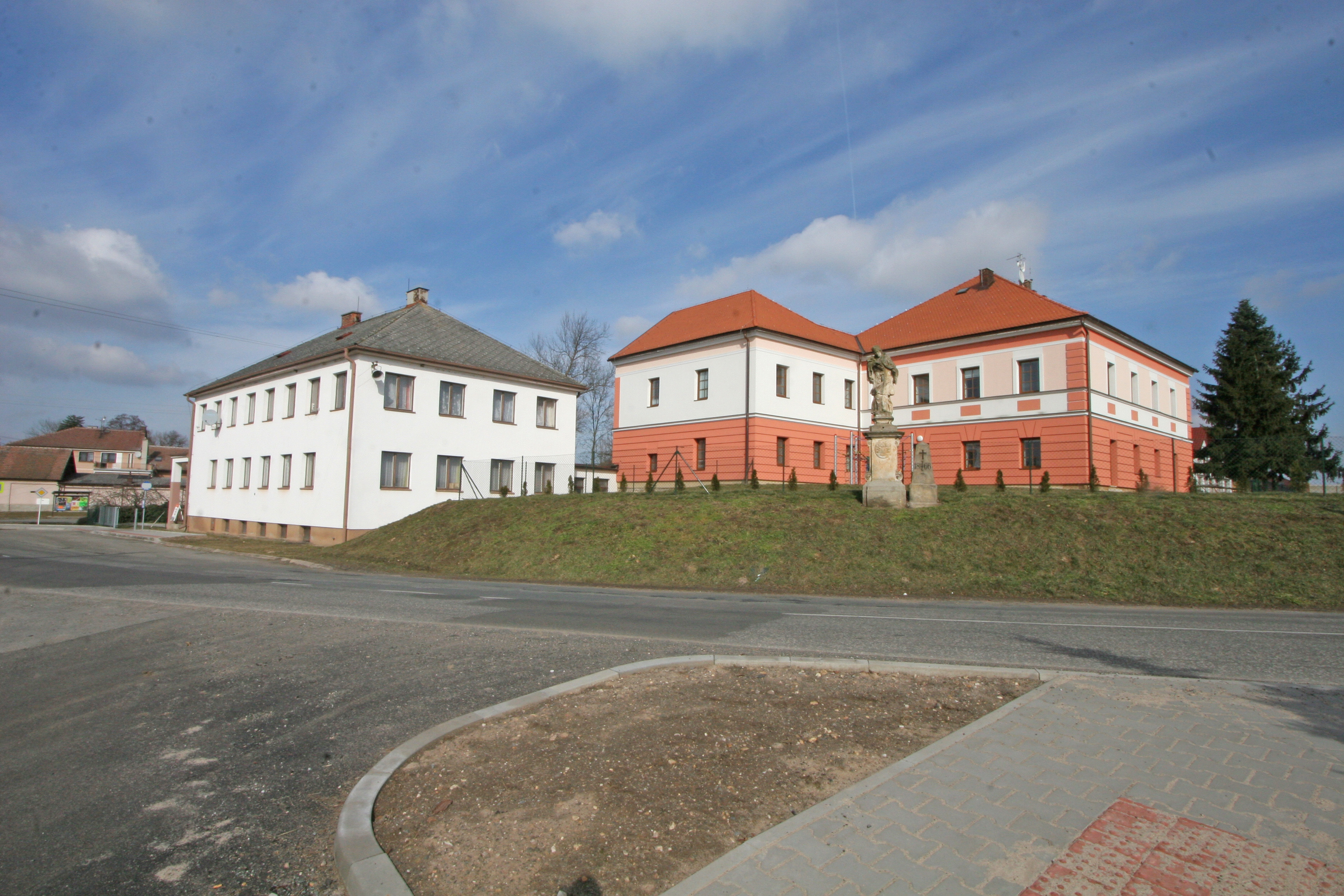
Kunčice : la mairie.
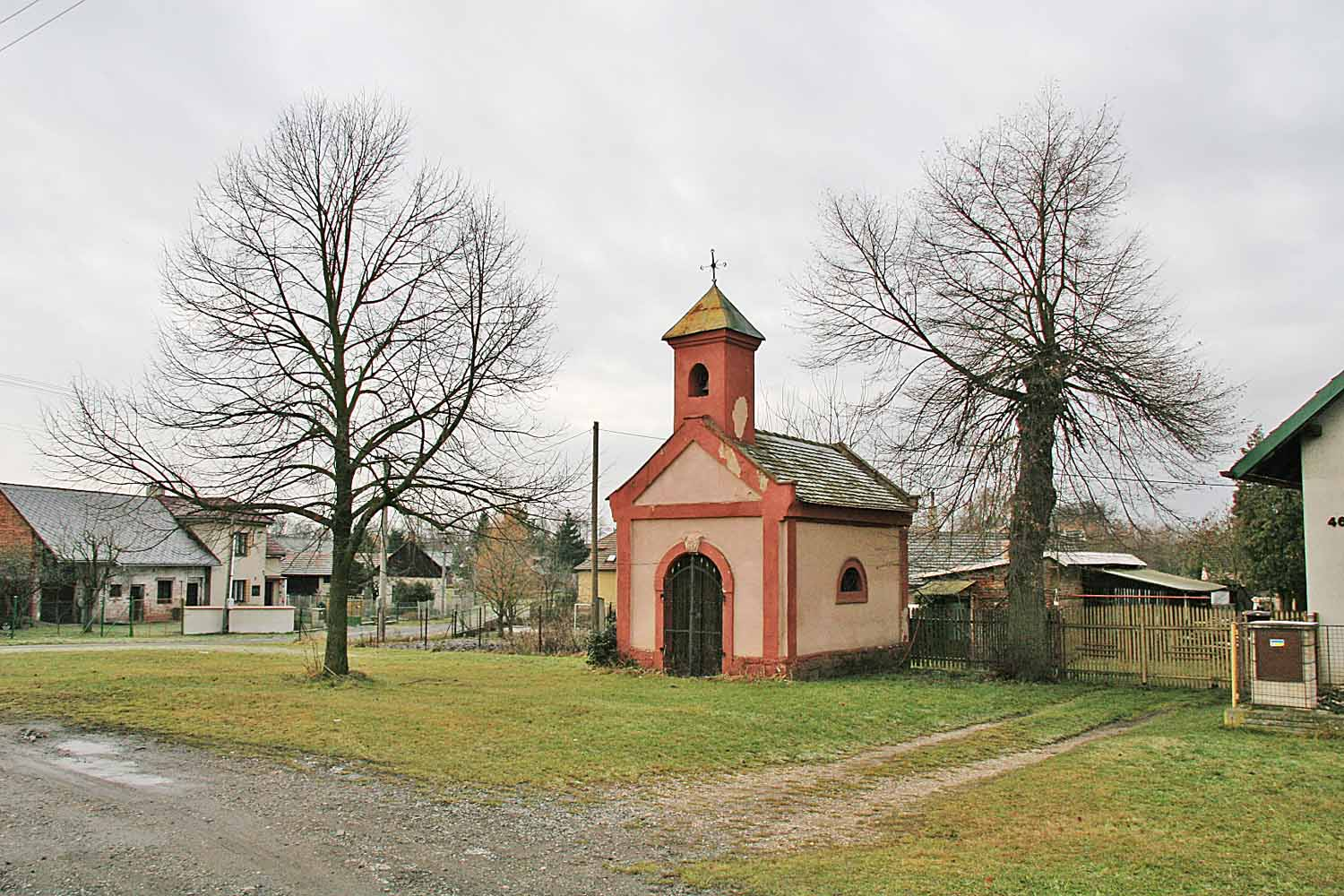
Chapelle à Kunčice.

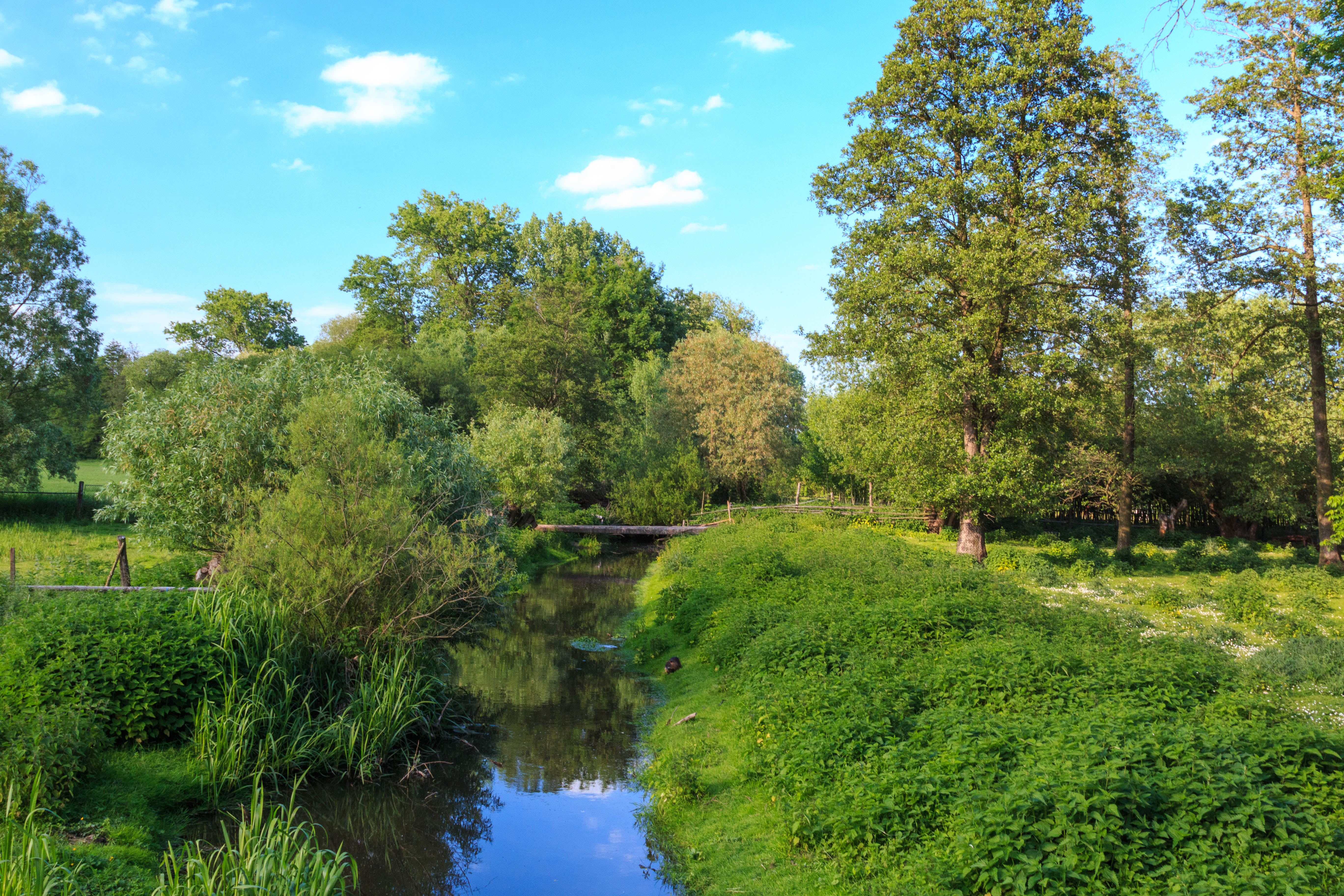
Réserve naturelle à Bystřice.
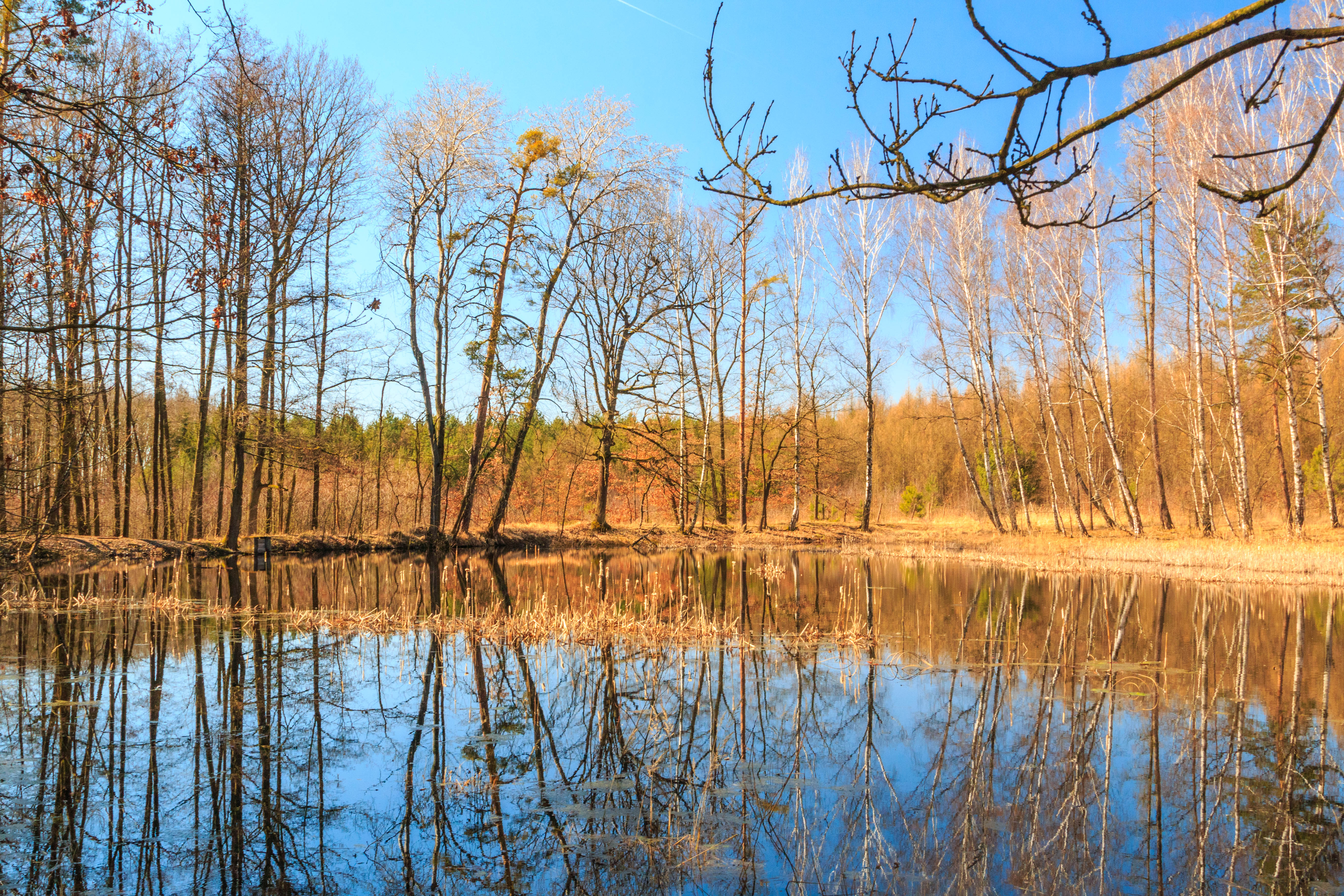
Étang dans la forêt à Štika.

## Transports
Par la route, Kunčice se trouve à 2,6 km de Nechanice, à 18 km de Hradec Králové et à 107 km de Prague. 